# 図書寮
図書寮（ずしょりょう）は、日本の律令制において中務省に属する機関の一つである。また、明治以後の宮内省にも同名の機関が設置された。

## 職掌
図書寮の第一の職掌は国家の蔵書を管理することで現在でいう国立図書館の役割を担っていた。またそれに付属して儒教・仏教の経典、仏像なども管理していた。管理事務を補助するため書物を書き写す写書手や書物の装丁を行う装潢手が属していた。さらに撰史事業も職掌の一つと『養老令』にあげられている。実際の撰史事業はその都度機構（撰国史所）を設けて事務を行っていた（また、撰史に必要な公文書・記録類が集められたのが内記や外記であったということも図書寮が撰史事業に関わらなかった理由として挙げられる）。また図書の管理も平安時代には御書所・内御書所・一本御書所などの機関に実権を奪われ形骸化した。
図書寮の第二の職掌は紙・墨・筆などの製造を行うことである。のちの図書寮の業務はこれが中心になった。
江戸時代には、天保12年（1841年）8月に、江戸幕府の正史『御実紀』（通称『徳川実紀』）の編集主幹である奥儒者成島司直が図書頭に任じられている。

## 紙屋院
紙屋院（かみやいん）は図書寮の別所（付属機関）で紙の製造を主任務としていた。設備がととのった9世紀には良質の紙を製造し「紙屋紙」と称された。品部の紙戸が実務にあたった。

## 職員
- 頭（従五位上相当）一名
- 助（正六位下相当）一名
- 大允（正七位下相当）一名　少允（従七位下相当）一名
- 大属（従八位上相当）一名　少属（従八位下相当）一名

- 使部
- 直丁

- 写書手
- 装潢手
- 造紙手
- 造墨手
- 造筆手

- 紙戸

## 宮内省図書寮
明治時代に宮内省の一部局として置かれた。図書頭を長として皇統譜や実録などの編纂及び管理、皇室典範などの皇室関連法令の正本や貴重な宮中保管書籍の管理などを行った。1949年（昭和24年）、諸陵寮と統合されて宮内庁書陵部となった。